# Puchar Interkontynentalny w Lekkoatletyce 2010 – bieg na 800 m kobiet
Bieg na 800 metrów kobiet – jedna z konkurencji rozegranych podczas pucharu interkontynentalnego w Splicie. Biegaczki rywalizowały 4 września – pierwszego dnia zawodów.

## Rezultaty
| Poz. | Zawodniczka      | Reprezentacja  | Czas       |
| ---- | ---------------- | -------------- | ---------- |
| 1.   | Janeth Jepkosgei | Afryka         | 1:57.88    |
| 2.   | Kenia Sinclair   | Ameryka        | 1:58.16 SB |
| 3.   | Maria Sawinowa   | Europa         | 1:58.27    |
| 4.   | Jennifer Meadows | Europa         | 1:58.88    |
| 5.   | Tintu Luka       | Azja i Oceania | 1:59.17 NR |
| 6.   | Zehra Bouras     | Afryka         | 1:59.61    |
| 7.   | Nikki Hamblin    | Azja i Oceania | 1:59.66 PB |
| 8.   | Alysia Johnson   | Ameryka        | 2:01.83    |